# Африканские парни Эгбесу
«Африканские парни Эгбесу» — нигерийская внеправительственная вооружённая группа народа иджо из штата Байелса, выступающая за передачу контроля над нефтяными ресурсами южной Нигерии в руки местного населения.

## Структура
Лидером группы является Алекс Прейе, но фактическим главой «Африканских парней Эгбесу» выступает первосвященник храма Эгбесу, традиционного божества иджо. В 2003 г. этот пост занял Августин Эбикеме, занимающий важное положение среди руководителей Нигерийской  католической церкви и среди традиционных вождей.

## Идеология
Участники группы являются последователями культа Эгбесу, божества-покровителя мира и войны, который охраняет своих последователей и «наделяет» их легитимным правом совершать насильственные действия.
Возможно также, что культ поклонения Эгбесу играет важную роль среди других неправительственных вооруженных групп, как, например, МЕНД.